# Mathurin Jacques Brisson

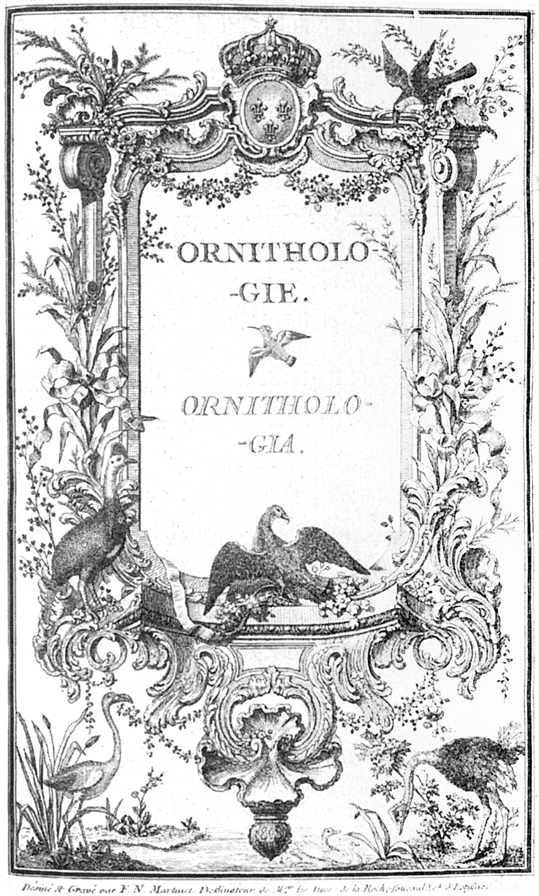
L'ornitologie, 1760

Mathurin Jacques Brisson (Fontenay-le-Comte, 30 aprile 1723 – Parigi, 23 giugno 1806) è stato un fisico e ornitologo francese.

## Opere
- (FR) Regnum animale in classes IX distributum [Le Regne animal divisé en 9 classes], Paris, Jean Baptiste Claude Bauche, 1756.
- L'ornitologie ou Methode contenant la division des Oiseaux en ordres sections, especes, et leurs varietées, Parigi, 1760, in sei volumi.
- Dictionnaire de physique, 1780.

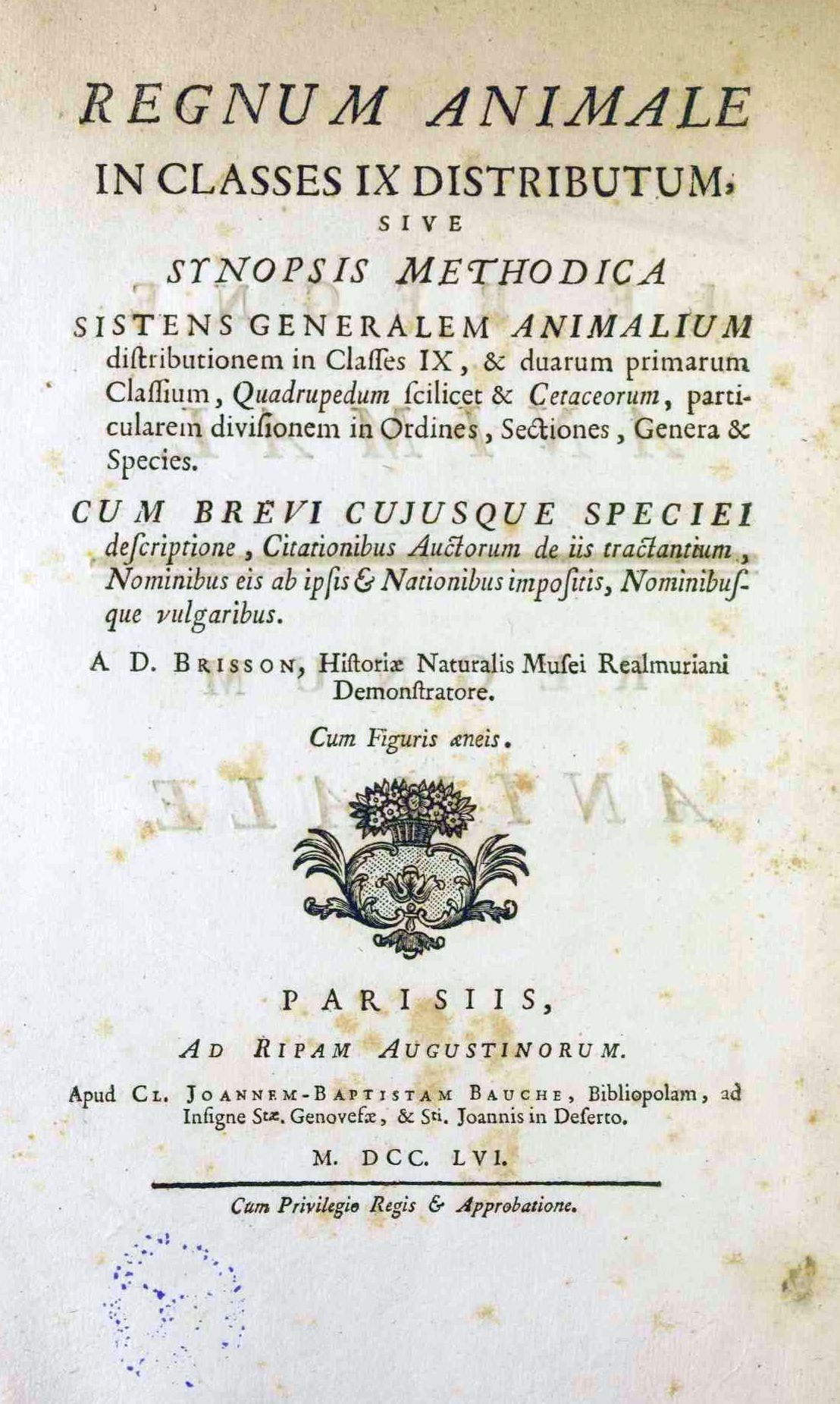
Regnum animale in classes IX distributum (Le Regne animal divisé en 9 classes), 1756